# Руководящий совет свидетелей Иеговы
Руководящий совет свидетелей Иеговы – это коллективный орган, у свидетелей Иеговы считающийся осуществляющим теократическое руководство организацией свидетелей Иеговы во всемирном масштабе. Количество членов Руководящего совета непостоянно (по состоянию на 2013 год составляло восемь человек), а его председатель меняется ежегодно. Располагается в главном управлении свидетелей Иеговы в городе Уорик (штат Нью-Йорк, США), которое состоит из различных административных отделов, учреждений и служб, помогающих Руководящему совету выполнять свои функции и осуществлять надзор за всеми юридическими объединениями свидетелей Иеговы.

## История
Фактически работа Руководящего совета началась в 1971 году. До этого полный контроль над вероучениями, публикациями и религиозными общинами (вначале это были общины Исследователей Библии, а впоследствии собрания свидетелей Иеговы) осуществлял президент Общества Сторожевой башни. В публикациях свидетелей Иеговы хотя и упоминался «руководящий совет», но на протяжении многих лет не было ясно кто им является и в чём заключается его роль. В большинстве случаев его отождествляли с советом директоров Общества Сторожевой башни.
20 октября 1971 года к семи членам совета директоров Общества Сторожевой башни присоединились ещё четверо, что стали называть расширенным Руководящим советом. В журнале «Сторожевая башня» от 15 декабря 1971 года впервые был использован термин «Руководящий совет свидетелей Иеговы» в значении определенной группы, руководящей религиозной организацией и были даны разъяснения о его роли. В 1976 году организационные изменения в руководстве значительно расширили полномочия и права Руководящего совета. В этом году были образованы шесть административных комитетов, осуществляющих надзор за деятельностью свидетелей Иеговы по всему миру.

## Полномочия
Свидетели Иеговы глубоко убеждены, что их организация является теократической, то есть руководимой Богом через Иисуса Христа, а Руководящий совет – это не высшее руководство, а «верный и благоразумный раб» (Мф. 24:45-47) в руках Иисуса, с помощью которого он осуществляет это руководство. Несмотря на то, что термин "руководящий совет" не встречается в Библии, свидетели Иеговы верят, что руководство над ранними христианами осуществляли апостолы, находящиеся в Иерусалиме, и это воспринимается как библейское основание для современного Руководящего совета, функции и пределы компетенции которого должны основываться на Библии.
Принцип теократического руководства, принятый у свидетелей Иеговы, предполагает, что Руководящий совет может в любое время назначать тех, кого он считает необходимым, на любые должности в любом регионе. При этом Руководящий совет правомочен действовать, осуществляя те или иные кадровые назначения, независимо от рекомендации местных общин.
Руководящий совет принимает решения в отношении вероучений и организационных вопросов, которые обязательны для всех свидетелей Иеговы и созданных ими структур. Однако эти решения не носят догматический характер, а с течением времени могут меняться в зависимости от обстоятельств, и это считается нормальной практикой. Подобные изменения, в том числе и по принципиальным вопросам, не воспринимаются свидетелями Иеговы как свидетельство несостоятельности Руководящего совета или ущербности его суждений.
Члены Руководящего совета не занимают административные посты в юридических объединениях свидетелей Иеговы, а сосредоточиваются на богословских и других вопросах, связанных с заботой о духовных нуждах верующих. Для того чтобы особое мнение отдельного человека не парализовало работу правления, все решения Руководящего совета принимаются не единогласно, а большинством в две трети голосов.

## Структура
Сам по себе Руководящий совет не является юридическим лицом, а действует через юридические объединения свидетелей Иеговы и непосредственно назначенных представителей — членов комитетов филиалов в различных странах и разъездных надзирателей. Для осуществления административных функций в ведении Руководящего совета находятся шесть комитетов, в каждый из которых входят некоторые члены Руководящего совета и их помощники (в 2010 году общее число помощников составляло 23 человека, которые не обязательно относят себя к группе помазанников, в то время как сами члены Руководящего совета должны обязательно принадлежать к этой группе). В свою очередь под руководством этих комитетов находятся различные отделы и службы главного управления свидетелей Иеговы. Основные из них: служебный отдел, компьютерный отдел, писательский отдел, художественный отдел, переводческий отдел, отдел звукозаписи, учебный центр, отдел строительства, юридический отдел, отдел по связям с общественностью, издательский комплекс, отдел отправки, служба больничной информации, а также ряд сельскохозяйственных ферм. Координатором каждого из шести комитетов является один из членов Руководящего совета.
- Комитет координаторов отвечает за слаженную и эффективную работу всех других комитетов, занимается чрезвычайными ситуациями, стихийными бедствиями, вспышками преследования свидетелей Иеговы и другими подобными вопросами. В этот комитет входят все координаторы остальных пяти комитетов и секретарь, который тоже является членом Руководящего совета[16][аффилированный источник?].
- Служебный комитет осуществляет надзор за проповеднической деятельностью свидетелей Иеговы, служением разъездных надзирателей, пионеров и деятельность собраний. Он следит за взаимодействием между главным управлением, филиалами и собраниями свидетелей Иеговы, рассматривает ежегодные отчеты о проповеднической деятельности, занимается подбором кандидатов на обучение в Школе Галаад и распределением выпускников этой школы для дальнейшего служения[16][аффилированный источник?].
- Писательский комитет осуществляет надзор за написанием и переводов всех материалов, опубликованных в журналах «Сторожевая башня» и «Пробудитесь!», а также брошюрах, книгах и буклетах, следит за подготовкой конспектов к речам и сценариев для театрализованных постановок. Этот комитет отвечает на вопросы связанные с вероучениями, нравственностью и конкретными проблемами в собраниях свидетелей Иеговы[16][аффилированный источник?].
- Учебный комитет отвечает за программу обучения на еженедельных встречах и ежегодных конгрессах свидетелей Иеговы, заведует различными школами (Школа Галаад, Школа пионерского служения, Школа царственного служения и т.д .). Кроме того этот комитет следит за подготовкой и изданием аудио- и видеопродукции[16][аффилированный источник?].
- Издательский комитет отвечает за печатное дело, издательскую работу и отправку литературы в собрания свидетелей Иеговы по всему миру. Кроме того в ведении этого комитета находятся денежные пожертвования, типографии и собственность, которая принадлежит юридическим объединениям свидетелей Иеговы по всему миру[16][аффилированный источник?].
- Комитет по кадрам занимается подбором добровольцев, которые служат в главном управлении свидетелей Иеговы и в филиалах по всему миру. Он следит за физическим и духовным состоянием сотрудников Вефиля[16][аффилированный источник?].

## Состав
Работа Руководящего совета как высшего руководящего органа свидетелей Иеговы началась в 1971 году, когда в «Сторожевой башне» было объявлено, что «Руководящий совет состоит из одиннадцати помазанных свидетелей Иеговы». Первоначальные члены Руководящего совета 1971 года, ныне все покойные, выделены в третьем столбце нижеследующих списков. Новые члены Руководящего совета назначаются самим Руководящим советом только из числа мужчин, которые относят себя к особому классу помазанников.

### Действующие
Действующий состав Руководящего совета по состоянию на 2024 год:
| Имя             | Родился         | Назначен |
| --------------- | --------------- | -------- |
| Геррит Лёш      | 1941, Австрия   | 1994     |
| Дэйвид Сплэйн   | 1944, Канада    | 1999     |
| Сэмюэл Хёрд     | 1935, США       | 1999     |
| Стивен Летт     | 1949, США       | 1999     |
| Джеффри Джексон | 1955, Австралия | 2005     |
| Марк Сандерсон  | 1965, США       | 2012     |
| Кеннет Кук      | 1961, США       | 2018     |
| Джеффри Уиндер  | США             | 2023     |
| Гейдж Флигл     | США             | 2023     |
| Джоди Джедли    | США             | 2024     |
| Джейкоб Рамф    | США             | 2024     |

### Умершие
Следующие лица были членами Руководящего совета вплоть до своей смерти (во втором столбце указаны годы служения, в том числе годы служения в совете директоров Общества Сторожевой башни, который неофициально считался руководящим органом до 1971 года):
| Имя              | Служил    | Состав 1971 года | Примечание                              |
| ---------------- | --------- | ---------------- | --------------------------------------- |
| Томас Салливан   | 1932—1974 | ■                |                                         |
| Грант Сьютер     | 1938—1983 | ■                |                                         |
| Нейтан Норр      | 1940—1977 | ■                | 3-й президент Общества Сторожевой башни |
| Фредерик Френц   | 1944—1992 | ■                | 4-й президент Общества Сторожевой башни |
| Лайман Суингл    | 1945—2001 | ■                |                                         |
| Милтон Хеншель   | 1947—2003 | ■                | 5-й президент Общества Сторожевой башни |
| Джон Гро         | 1965—1975 | ■                |                                         |
| Уильям Джексон   | 1971—1981 | ■                |                                         |
| Джордж Гангас    | 1971—1994 | ■                |                                         |
| Чарлз Фэкел      | 1974—1977 |                  |                                         |
| Джон Бут         | 1974—1996 |                  |                                         |
| Ллойд Бэрри      | 1974—1999 |                  |                                         |
| Карл Клейн       | 1974—2001 |                  |                                         |
| Дэниэл Сидлик    | 1974—2006 |                  |                                         |
| Альберт Шрёдер   | 1974—2006 |                  |                                         |
| Теодор Ярач      | 1974—2010 |                  |                                         |
| Мартин Пётцингер | 1977—1988 |                  |                                         |
| Кэри Барбер      | 1977—2007 |                  |                                         |
| Джон Барр        | 1977—2010 |                  |                                         |
| Гай Пирс         | 1999—2014 |                  |                                         |

### Бывшие
Следующие лица ушли в отставку либо их попросили покинуть Руководящий совет (во втором столбце указаны годы служения):
| Имя           | Служил    | Состав 1971 года |
| ------------- | --------- | ---------------- |
| Рэймонд Френц | 1971—1980 | ■                |
| Лео Гринлис   | 1971—1984 | ■                |
| Эварт Читти   | 1974—1979 |                  |
| Энтони Моррис | 2005—2023 |                  |